# Кератин
Кератин (грч. κέρας — рог) породица фиброзних структурних протеина. Кератин је кључни структурни материјал који ствара спољашњи слој човечје коже. Такође је кључна структурна компонента длаке и нокта. Кератински мономери окупљају се у свежњеве да би створили интермедијарне филаменте, који су тврди и стварају чврста неминерализована ткива пронађена у рептилима, птицама, водоземцима и сисарима. Једина преостала биолошка ствар за коју се зна да апроксимира тврдоћу кератинизованог ткива јесте хитин.